# کامیشوو
کامیشوو (به لاتین: Kamyshovo) یک منطقهٔ مسکونی در روسیه است که در استان آستراخان واقع شده‌است.